# 纳菲亚·库什
纳菲亚·库什（土耳其語：Nafia Kuş，1995年2月20日—），来自阿达纳省，是一名土耳其女子跆拳道运动员，主攻重量级项目，曾就读于库库罗瓦大学。库什在接触跆拳道前曾接触过排球。她在约十岁时被一名教练发掘，随后开始练习跆拳道。2015年，她在世界跆拳道锦标赛上获得女子73公斤以上级项目的铜牌。